# Булатов, Александр Михайлович
Александр Михайлович Булатов старший (20 ноября 1793, село Гудово, Рязанское наместничество — 19 января 1826, Санкт-Петербург) — русский офицер, полковник, герой Отечественной войны 1812 года, декабрист.

## Ранние годы
Происходит из древнего дворянского рода Рязанской губернии, известного с середины XVI века, родоначальником которого был голова войска стрелецкого Урак Булатов, ездивший гонцом в Казань в 1540 году. Отец — генерал-лейтенант Михаил Леонтьевич Булатов, мать — Софья Казимировна Лещинская (внучка польского короля Станислава Лещинского). После свадебного путешествия по Австрии, Италии, Франции и Германии родители Александра приехали в родовое имение Булатовых Гудово. Здесь в ноябре 1793 года у них родился сын, названный по желанию отца в честь Александра Македонского, почитаемого всеми поколениями Булатовых. К этому времени Булатов-отец был отозван из отпуска в армию, при рождении сына не присутствовал и впервые увидел его только в шестилетнем возрасте. В конце 1796 года Софья Казимировна заболела и скоропостижно скончалась. После ранней смерти жены Михаил Леонтьевич в 1798 году женился вторично на Марии Богдановне Нилус, дочери киевского генерал-губернатора, генерал-аншефа Богдана Богдановича Нилуса.
После смерти матери был вывезен соседями по имению Перовскими в Санкт-Петербург, где с напосредственного согласия отца был отдан на воспитание Карпинским — дальним родственникам Софьи Казимировны. В доме Карпинских на Литейном проспекте получил первое домашнее образование под руководством двоюродной бабушки Ядвиги (Пелагеи по христианскому крещению в православной церкви) Станиславовны Карпинской, родной сестры Казимира Лещинского, привязанность к которой он сохранил на всю жизнь. Она ему практически заменила родную мать. В воспитании Саши бабушке помогали нанятые по просьбе отца, гувернёры-французы и дворовый человек, приставленный к нему камердинером рязанский крепостной крестьянин Николай Родионов, с которым Саша не расставался всю свою жизнь.
В начале 1799 года Михаил Леонтьевич был произведен в чин генерал-майора и определён в свиту императора Павла I с назначением начальником генерал-квартирмейстерского управления Генштаба, а в марте 1800 года стал начальником Генерального штаба. Одновременно был назначен кастеляном Петергофского дворца. В связи с этим в январе 1799 года вместе с супругой переехал из Киева в Санкт-Петербург. На следующий день впервые встретился с сыном, поблагодарил за его воспитание Карпинскую и забрал Александра вместе с камердинером и гувернерами.
Жизнь Александра в родительском доме с отцом оказалась нерадостной. Мачеха Мария Богдановна невзлюбила пасынка с первого дня. Эта неприязнь продолжалась всю её жизнь и объяснялась враждой кланов Нилусов, Сангуток, Чарторыйских, Огинских с одной стороны, с которыми Нилусы находились в близком родстве, и кланом Лещинских, некогда бывших на польском престоле.
В апреле 1802 года в семье генерала Булатова родился второй сын, который тоже был назван Александром в честь государя Александра Павловича, который вместе с вдовствующей императрице Марией Фёдоровной стали его крестными. При крещении брата Александр был представлен членам императорской семьи.
Летом 1801 года был отправлен отцом в Первый кадетский корпус, где воспитывались русские и иностранные принцы и дети высших сановников России. Десятилетнее пребывание Александра в Первом кадетском корпусе навсегда определило его взгляды на окружающую действительность, пороки крепостничества и отношение к русской правящей династии Романовых.

## Отечественная война 1812 года
В 1811 году молодой подпоручик Александр Михайлович Булатов был выпущен в Лейб-гренадерский полк. К этому времени действующие батальоны полка, постоянно дислоцировавшегося в столице, располагались в городе Вильно. Там же была сосредоточена вся русская армия в связи с опасностью вторжения Наполеона в Россию. В полку получил в командование 3-ю роту 1-го батальона. Первые дни командования ротой привели Булатова к резкому столкновению с командиром батальона полковником Петром Федоровичем Желтухиным, ярым крепостником и ревностным сторонником жестоких аракчеевских методов воспитания в армии. Александр Михайлович был иного взгляда на воспитание солдат. Он всецело подражал прогрессивным генералам и старшим офицерам екатерининской эпохи и особенно своему отцу. Прогрессивные взгляды подпоручика Булатова, любовь к своим подчинённым снискали глубокое уважение к нему товарищей и нижних чинов.
С началом Отечественной войны 1-й и 3-й батальоны Лейб-гренадерского полка, входящие в состав 1-й бригады 1-й гренадерской дивизии 1-й Западной армии, приняли участие во всех важных боевых эпизодах, сопровождавших отход русской армии к Москве.
В сражении под Смоленском в 1812 году подпоручик Булатов был тяжело ранен. Солдаты его роты не позволили оставить своего командира в Смоленском госпитале на милость французов и несли на руках от Смоленска до Вязьмы. За подвиг, совершённый у стен Смоленска при защите Мстиславского предместья, Булатов был удостоен крупного денежного вознаграждения и досрочно произведён в чин поручика.
В Бородинском сражении 1-я гренадерская бригада, которой командовал командир Лейб-гренадерского полка полковник П. Ф. Желтухин, в составе 1-й гренадерской дивизии П. А. Строганова, прикрывала крайний левый фланг армии у деревни Утица. Спустя 13 лет в своем письме к великому князю Михаилу Павловичу А. М. Булатов вспоминал об этих событиях:
«…Под Бородиным генерал-майор Желтухин, бывши полковником, препоручил мне всех охотников полка и я был главным их командиром. Я так далеко забирался, что сами солдаты, быв ранены, уверяли в полку, что я погиб, но возвратясь не более чем с шестью рядовыми, удивив Желтухина и покойного графа Павла Александровича Строганова своим появлением; они оба обрадовались моему прибытию, и я отправился к полку, давно оставя поле сражения, с малым числом отдыхал в отделении».
В заграничном походе 1813—1814 годов А. М. Булатов, продолжая оставаться в составе 1-го батальона Лейб-гвардии Гренадерского полка (в 1813 году Лейб-гренадерский полк был причислен к гвардии и переименован в Лейб-гвардии Гренадерский полк), был активным участником всех крупных сражений русской армии: под Лютценом и Дрезденом, Кульмом и Лейпцигом, Арси-сюр-об и Парижем.
В сражении при Лютцене 20 апреля 1813 года штабс-капитан Булатов был ранен в правую руку навылет и за проявленную доблесть награждён орденом св. Владимира IV степени с бантом.
Кульмское сражение внесло коренной перелом во всю кампанию 1813 года. В честь Кульмского сражения в Пруссии был учреждён специальный орден — Кульмский крест, которым были награждены 6 тысяч русских солдат, офицеров и генералов, принимавших участие в данном сражении. Кавалерами этого ордена стали и отец и сын Булатовы.
После кровопролитного сражения под Кульмом впервые за последние четыре года войн фронтовые дороги Булатовых пересеклись у Дрездена. 2 сентября 1813 года в палатке нового главнокомандующего русской армией генерал-фельдмаршала М. Б. Барклая-де-Толли отец и сын встретились. Булатов-старший со слезами на глазах перед большой группой генералов и офицеров растроганно благодарил сына Александра за то, что тот не осрамил чести своего отца и продолжил славные традиции офицеров булатовского рода, а также поздравил с быстрым ростом в воинском звании и получении многих боевых наград.
16 октября 1813 года началась Лейпцигская битва, вошедшая в историю как «битва народов». Сражение началось за деревушку Вахау в центре позиций. Русский гренадерский корпус Ермолова и австрийский корпус Дьюлая шесть раз атаковал Вахау, но всё же не могли выбить французов. Деревню защищала старая гвардия Наполеона. Все атаки союзников на фронте в 8 верст в этот день были отбиты с большими потерями, хотя союзники численно превосходили армию Наполеона в два раза. И только к концу дня ценой больших потерь русским лейб-гренадерам: 2-му батальону полковника Башуцкого и 1-му батальону штабс-капитана Булатова удалось ворваться на окраину Вахау и овладеть кирхою. На помощь защитникам Вахау Наполеон бросает гвардейскую кавалерию маршала Бессьера, но решительная атака французской кавалерии была отражена контратакой русской гвардейской кавалерии. Ночью к русскому плацдарму, удерживаемому лейб-гренадерами Башуцкого и Булатова, проникло подкрепление в составе 3-го батальона полковника Всеволжского под общим командованием генерала Сипягина и полностью лейб-гвардии егерский полк. Это позволило русским занять прочные позиции на главном направлении. Весь день 17 октября Наполеон и армии союзников сохраняли выжидательное положение. 18 октября утром начался ожесточённый бой решительной атакой союзной армии по всему фронту, закончившийся полной победой союзников.
Особо отличились лейб-гренадеры и лично А. М. Булатов и в сражении за Париж. Историк Д. С. Мережковский так писал об этих событиях:
"В сражении за Париж гренадерская дивизия Воронцова, находясь на главном направлении, получила задачу захватить господствующую высоту Парижа гору Монмартр, где у французов была поставлена сильная батарея из 84 орудий, … чудеса храбрости показал в этом бою лейб-гренадерский полк … Первый батальон этого полка во главе со штабс-капитаном Булатовым, буквально прорезал плотные ряды французской гвардии маршала Мормона… Получив серьёзную рану шпагой в кисть правой руки, Булатов перехватил шпагу в левую руку, и продолжал сражаться … Он был произведён в подполковники… Наблюдавший это сражение командующий гренадерским корпусом генерал Алексей Петрович Ермолов воскликнул «Как славно идут русские гренадеры! Никогда я не видел такого зрелища!». 3 апреля 1814 года в Париже состоялся парад союзных войск… по высочайшему повелению императора Александра I, открыть парад русских войск был удостоен прославленный 1-й батальон лейб-гвардии гренадерского полка во главе с подполковником Александром Михайловичем … Булатов шёл весь израненный, с повязками на голове и на правой руке, салютуя государю левой. «Vive de bravo!» (Да здравствует храбрый!) — кричали французы и кидали ему под ноги цветы. Государь … пожаловал ему золотую шпагу «За храбрость».
За взятие Парижа Булатов был также награждён орденом св. Анны 2-й степени.
За полтора года войны А. М. Булатов прошёл путь от подпоручика до гвардейского подполковника. Был награждён орденами: св. Владимира 4-й степени, св. Анны 3-й и 2-й степеней, прусскими орденами «За военные заслуги» и «Кульмский крест», австрийским орденом «Леопольда 3-й степени», медалью «За спасение отечества», золотой шпагой с надписью «За храбрость».
Несмотря на то, что впоследствии многие исследователи при описании событий, связанных с восстанием на Сенатской площади, называли А. М. Булатова прославленным героем Отечественной войны 1812 года, на самом деле Булатов, в отличие от многих других, особо отличившихся в боях воинов, почти не упоминается в исторических описаниях этой военной кампании. Ни разу не упоминается его имя и в Историях лейб-гвардии Гренадерского полка. Не являлся Булатов, вопреки указаниям некоторых авторов, и кавалером Военного ордена св. Георгия.

## Послевоенные годы
Только в конце 1815 года А. М. Булатов со своим батальоном возвратился из заграничного похода в Санкт-Петербург, где занял под квартиру флигель второго отцовского дома на Спас-Преображенской площади, ныне на ул. Рылеева 1.
В 1818 году Александр Михайлович производится в полковники и в этом же году женится без согласия отца по любви на фрейлине императрицы Марии Фёдоровны, 16-летней Елизавете Ивановне Мельниковой — дочери тайного советника Ивана Андреевича Мельникова, члена Почтового Совета, министра почт и телеграфа и родной внучке П. С. Карпинской. За проявленное непослушание в женитьбе отец не без деятельного участия мачехи Марии Богдановны, с которой у Александра Михайловича были весьма холодные отношения, по завещанию от 1818 года лишил его наследства. Мачеха стремилась передать миллионное наследство мужа по завещанию своим сыновьям Александру и Михаилу. Разрыв с отцом и мачехой вынудил Александра Михайловича с молодой женой покинуть дом на Спас-Преображенской площади и занять под квартиру второй этаж другого отцовского дома на Исаакиевской площади дом № 7.
В это время в российском обществе начались реакционные реформы. У власти утверждались самые реакционные личности, такие как Аракчеев, Кочубей, Уваров, Голицын, Мамонов. Все прогрессивные взгляды и начинания, приобретённые за последние годы, уничтожались в короткие сроки. Новые реакционные взгляды в первую очередь прочно проникли в армию с благословения Александра I и графа Аракчеева. С поразительной лёгкостью отстраняются от руководства дивизиями и корпусами прогрессивные заслуженные генералы. Так были отправлены в Кавказскую армию генералы А. П. Ермолов и И. Ф. Паскевич, в Молдавскую армию генералы М. Л. Булатов и И. В. Сабанеев, во 2-ю Тульчинскую армию генералы Витгенштейн и М. Ф. Орлов. Генералы Д. С. Дохтуров и Н. Н. Раевский уволены в отставку. На их места были поставлены другие, которым пришлось жестокостью по отношению к своим подчиненным заслужить одобрение всесильного временщика Аракчеева.
Такие действия вызывали резкий протест среди молодых и прогрессивных офицеров, которые и явились ядром тайных политических обществ. В числе передовых офицеров оказался и молодой гвардейский полковник А. М. Булатов. В начале 1819 года его вместе с его лучшим другом, начальником штаба гвардейского корпуса генерал-адъютантом Николаем Мартемьяновичем Сипягиным удаляют из гвардии и Петербурга. 27 февраля 1821 года подполковник Нарвского пехотного полка А. М. Булатов был назначен командиром размещавшегося в городке Керенск Пензенской губернии 12-го егерского полка 6-й пехотной дивизии, которой командовал Н. М. Сипягин. Здесь, в Керенске, Булатов пробыл до сентября 1825 года. 12 декабря 1824 года он был произведен в чин полковника.
В марте 1824 года, будучи назначенным генерал-губернатором Сибири, по пути в почётную «ссылку» в город Омск, Булатова-сына навещает отец генерал-лейтенант М. Л. Булатов. Близко познакомившись с невесткой и внучками, старый генерал прощает сына, вручает ему семейную реликвию, драгоценный нательный крест, и переписывает завещание в пользу трёх сыновей поровну. Причём старшему сыну Александру Михайловичу достаётся родовое имение Гудово Пронского уезда Рязанской губернии и дом на Спас-Преображенской площади в Петербурге. Однако семейное благополучие в доме Булатовых длилось недолго. В июле 1824 года в возрасте 22-х лет умирает горячо любимая жена Булатова Елизавета Ивановна, оставив ему двух малолетних дочерей: Пелагею пяти лет и Анну четырёх лет вместе с их 70-летней прабабушкой Пелагеей Станиславовной Карпинской. А 2 мая 1825 года в Омске умирает Булатов-отец, едва успевший принять под своё управление Сибирский край.
Смерть нежно любимой супруги повергла Булатова в глубокое отчаяние. Целый год он потратил на строительство храма Святой Елизаветы на могиле жены в городе Керенске. Строительство обошлось в 90 000 рублей, практически всех его сбережений. И только в конце августа 1825 года, после получения подробных сообщений о смерти отца, А. М. Булатов с малолетними детьми и их прабабушкой Карпинской, берёт у командира дивизии генерала Сипягина двухмесячный отпуск для поездки в Санкт-Петербург и решения вопроса об отцовском наследстве в Сенате. В Петербург он прибывает 11 сентября 1825 года.

## Восстание декабристов
В члены тайного общества Булатов был принят за несколько дней до восстания по рекомендации Рылеева К. Ф., друга детства и сокурсника по Первому кадетскому корпусу. Дом Булатовых стал местом собраний декабристов-офицеров. Члены общества видели в Булатове одного из военных руководителей восстания и не случайно, что за два дня до восстания он избирается заместителем диктатора Трубецкого, на которого возлагалось фактическое руководство восстанием. Деятельным помощником у него должен был быть капитан Якубович, а начальником штаба князь Оболенский. Имя Булатова было широко известно и уважаемо в гвардии, полки которой были расквартированы в северной столице, что стало ещё одной весьма существенной причиной его назначения одним из руководителей восстания (в ходе восстания
Лейб-гренадерский полк был поднят на восстание поручиками Сутгофом и Пановым именем полковника Булатова). Булатов, как трезвый и практичный военный, принимал активное деятельное участие в ежедневных заседаниях тайного общества, начиная с 7 декабря. Он дал согласие встать во главе восставших войск при условии, если на площадь будет выведено не менее 4—5 тысяч человек с артиллерией и кавалерией. С меньшим количеством войск, даже при условии внезапности, справиться с 15-тысячным Петербургским гарнизоном было практически невозможно. Рылеев обещал ему это количество.
12 декабря на утреннем совещании заговорщиков Булатов прямо поставил вопрос перед Рылеевым о конечных целях восстания, ибо этот вопрос до конца не был решён декабристами ни в отношении государственной власти, ни в отношении экономических преобразований в России. Рылеев на этот вопрос не ответил. Булатова молчание Рылеева не удовлетворило и он в беседе с декабристом А. Н. Сутгофом высказал своё сомнение в отношении конечной цели восстания: «Я сказал ему, что я не вижу ещё никакой пользы отечественной кроме того, чтобы вместо законного государя был какой-нибудь другой властелин: тут доброго ещё не много». У Булатова и Якубовича закралось сомнение в конечной цели восстания и они принимают обоюдное решение не позволить Трубецкому завладеть российским престолом. В своей исповеди великому князю Михаилу Павловичу Булатов позднее писал: «Трубецкой напрасно имел надежду владеть народом, он имел во мне и Якубовиче врагов, и этого довольно». На этом совещании Булатову становится ясно, что заговорщики больших сил не имеют, с солдатами связаны плохо, а среди гражданского населения вообще не имеют сторонников, и видит, что на совещании присутствуют только шесть ротных командиров. Из разговоров ротных командиров Булатов видит их нерешительность и особенно его убеждает Щепин-Ростовский, который менее всех надеялся на своих солдат. Тогда Булатов, обращаясь к ним, высказывает конкретное предложение «Нам остаётся мало времени рассуждать: если на себя и на своих солдат не надеетесь, то лучше оставить до другого случая. Не забудьте ещё и то, что если кто решится на наш поступок, то должен решиться так, чтобы не возвращаться назад». Присутствующий при этом разговоре Якубович сказал, «что он тоже при себе никого не имеет, и наше дело было явиться на площадь, когда соберутся их войска, на Петровскую площадь, под предлогом, что не хотят присягать императору Николаю Павловичу, а требовать цесаревича Константина».
В этих кратких воспоминаниях полковника А. М. Булатова ясно изложена та обстановка, которая сложилось накануне восстания. Вечером 12 декабря заговорщики окончательно утверждают план восстания. В день, назначенный для присяги новому императору Николаю I планировалось вывести революционные войска под лозунгом «Требуем императора Константина Павловича!» Далее захватить Зимний дворец с царской семьей, Петропавловскую крепость и арсенал, окружить Сенат и продиктовать сенаторам революционные требования, затем заставить их издать указы с революционными программами. На этом же совещании полковник Булатов с капитаном Якубовичем избираются заместителями диктатора Трубецкого, а князь Оболенский избирается начальником штаба.
В день восстания 14 декабря Булатов попрощался со своими детьми и их бабушкой, написал все служебные письма, письма друзьям и сослуживцам, завещание детям, распоряжение по 12-му егерскому полку, взял шпагу, кинжал и два заряженных пистолета и выехал верхом на Сенатскую площадь. На ней он увидел только две роты Московского полка, где должно было стоять, по заверениям Рылеева, как минимум два-три полка с артиллерией и кавалерией. Он понял, что его опасения оправдываются и что войск у восставших слишком мало для активных действий. И тогда он принимает решение к группе восставших не идти, а объехать казармы гвардейских полков и лично убедиться в революционном настрое войск. Тактическая разведка убедила его, что все полки присягнули новому императору Николаю I, революционный пыл у них угас и поднять их на революцию будет просто невозможно. В это время у него возникает мысль самому застрелить Николая I. Для этой цели он приблизился к царю с взведенными курками пистолетов, но пришёл к выводу, что этот террористический акт не смог бы спасти положение, так как заговорщики из-за своей неорганизованности и плохой подготовки восстания не смогли бы воспользоваться плодами данного акта и были бы принесены ненужные жертвы.
Вечером после разгрома восстания А. М. Булатов в парадной форме с орденами и шпагой явился во дворец в кабинет Николая I и заявил ему, что он — один из руководителей восстания, сдал ему свою шпагу и потребовал для себя ареста и расстрела, как государственного преступника. Никаких иллюзий на снисхождение он не питал. Вину в организации заговора взял на себя. Других участников заговора назвать отказался.
Когда Николаю I доложили о приходе Булатова во дворец, тот встретил его словами «Как, и ты здесь?». — «Вас это не должно удивлять, но меня удивляет, что Вы ещё здесь. Вчера с лишком два часа стоял я в двадцати шагах от вашего величества с заряженным пистолетом и с твёрдым намерением убить Вас. Но каждый раз, когда хватался за пистолет, сердце мне отказывало» — ответил Булатов. Император Николай I ласково встречает его, благодарит за честную службу и честное признание, часто упоминает слово товарищ (напоминает о совместной учёбе в кадетском корпусе и службе в гвардейской дивизии). О реакции Николая I А. М. Булатов писал: «И что же? Вместо должного наказания, великодушный государь рад случаю, что может оказать ещё щедрости свои. Он не только простил меня, целовал несколько раз и милостями своими привёл меня в ужас и я остолбенел».
Император Николай I предлагает Булатову свободу, но Булатов отвергает эту монаршую милость, понимая, что этот шаг могут товарищи его и не понять и честь его будет унижена. Тогда Николай I с флигель-адъютантом полковником Кавелиным передает устное распоряжение коменданту Петропавловской крепости генералу от инфантерии А. Я. Сукину «высочайшую волю о содержании Булатова под присмотром в доме комендантском».
Мнения о том, где именно в Петропавловской крепости содержался А. М. Булатов, расходятся. Одни исследователи склоняются к тому, что он как и другие арестованные содержался в каземате, другие полагают (основываясь на ряде косвенных свидетельств), что полковника поместили на квартире коменданта крепости генерала Сукина. В пользу последней версии свидетельствуют, например, подробности его участия в рождественском богослужении: в церкви Булатов находится вместе с комендантом генералом А. Я. Сукиным, членами его семьи и другими лицами, без всякой охраны. Сам А. М. Булатов указывал в своем письме: «Но вот человек входит и вызывает меня по случаю высоко-торжественного праздника Рождества Христова к слушанию божественной литургии, я иду с большим удовольствием помолиться богу; входит его высоко-превосходительство генерал от инфантерии Александр Яковлевич Сукин и священник начинает священное служение».
А. М. Булатов за время нахождения под арестом в Петропавловской крепости встречается со своими детьми, бабушкой Карпинской, своими друзьями генералами Н. М. Сипягиным, П. Я. Бащуцким, действительным камергером Всеволжским, князем Сергеем Мещёрским, один раз его навещает император Николай I, четырежды его посетил великий князь Михаил Павлович. С великим князем Михаилом Павловичем завязалась бурная переписка. За период с 20 декабря 1825 года по 6 января 1826 года Булатовым было написано девять писем. Из этих писем видно, что полковник прощён императором Николаем I, и мог бы свободно покинуть Петропавловскую крепость и приступить к исполнению обязанностей командира полка, но он боится народной молвы, боится клейма предательства, к своему славному имени, которым он так гордился. Вместо свободы он настойчиво испрашивает у императора свободу солдатам его любимого лейб-гвардии гренадерского полка, его именем приведённым на Сенатскую площадь поручиками Пановым и Сутгофом. Булатов неоднократно об этом упоминает в письмах. Он видит, что император Николай I не даёт твёрдого обещания освободить от преследования солдат лейб-гренадер и капитана А. И. Якубовича, за которого он тоже неоднократно просил: «Без прощения лейб-гренадер я свободы не принимаю…, Если нельзя дать свободу лейб-гренадерам и Якубовичу, ускорить утверждением избранного мною приговора, за каковую милость Вашего императорского Высочества на последнюю минуту дыхания моего буду иметь счастие благодарить». 29 декабря 1825 года Булатов объявляет голодовку. Моральные силы его были надломлены, поэтому он решается расстаться с жизнью, детям просит благосклонность государя. Пытаясь объяснить свое участие в восстании, Булатов описывает в своем послании причины недовольства текущим положением вещей в устройстве государства, однако изложенные им доводы в целом лишены системности и по большей части поверхностны.
С 7 января Булатов прекращает всякую переписку. Десятидневная голодовка истощила его силы и 10 января по распоряжению императора полковника переводят на излечение в Военно-Сухопутный госпиталь, где он и умирает в ночь с 18 по 19 января 1826 года. Официального сообщения о причине смерти Александра Михайловича Булатова не было сделано. Но, однако, в Петербурге был пущен слух, что Булатов покончил жизнь самоубийством в Петропавловской крепости в момент психического припадка, разбил себе голову о стену каземата крепости. Данная версия стала общеупотребимой.
Вместе с тем является вероятным, что А. М. Булатов мог быть убит в госпитальной палате 6-го больничного корпуса в третьем часу ночи 19 января 1826 года острым предметом, о чём свидетельствует зияющая рубленная рана на левой стороне черепа, которую описывает брат декабриста Александр, забиравший труп полковника Булатова в шестом часу утра. Труп был ещё тёплый, рана хирургически не обработана, из раны вытекала кровь и часть мозга. Версия с самоубийством вызывает значительные сомнения в том числе по тому, что разбить себе череп об стену тюремной камеры вряд ли смог бы даже вполне здоровый человек, а не ослабленный двадцати днями голодовки физически и умственно изнуренный заключенный. Так называемые «свидетели смерти» полковника Булатова, которые поведали всему миру об этом, декабристы И. Д. Якушкин и граф Г. Олизар были доставлены в крепость спустя несколько дней после его смерти и слышать стоны и крики Булатова в каземате крепости они не могли.
Александр Михайлович Булатов был торжественно похоронен на Больше-Охтинском военном кладбище. Отпевали покойника в соборе Спас-Преображения, который стоит напротив дома полковника. Службу правил друг булатовского дома Петербургский митрополит Серафим. Траурная процессия двигалась через весь Петербург более трёх часов: «Впереди процессии вели верховую лошадь Булатова под траурной попоной; затем шли слуги булатовского дома. За ними следовала траурная колесница, запряженная шестёркой лошадей. На гробе лежала золотая сабля, которой покойный Булатов был награждён за храбрость. За гробом шли близкие покойного, его друзья, офицеры лейб-гвардии, солдаты лейб-гренадерского полка и целые толпы народа».
На могиле А. М. Булатова товарищи по полку поставили дорогой памятник, он обошёлся им в 4000 рублей ассигнациями. Памятник сохранился до сих пор и находится под охраной государства на указанном кладбище под № 5, в 1978 году он был реставрирован. На лицевой стороне гранитной колонны надпись: «Командир 12-го егерского полка полковник Александр Булатов скончался 1826 года января 19 дня», на тыльной стороне слова «От товарищей лейб-гренадер».

## Семья
Жена: (с 1821) Мельникова, Елизавета Ивановна (1802 — 23 июня 1824), дочь тайного советника Ивана Андреевича и его жены, в девичестве Карпинской.
Дети:
- Пелагея, замужем за Иосифом Петровичем Преженцовым;
- Анна, приняла монашество

Две дочери А. М. Булатова остались сиротами, воспитывались в Смольном институте. Анна в дальнейшем под именем Досифеи приняла монашеский постриг в Бородинском монастыре, где игуменьей была Маргарита Михайловна Тучкова (урожденная Нарышкина) вдова генерала А. А. Тучкова. Пелагея вышла замуж за Иосифа Петровича Преженцева будущего генерал-майора.
В Санкт-Петербурге Булатовы имели три дома: один из них на Исаакиевской площади (ныне Исаакиевская площадь, дом № 7, см. Фото) после смерти А. М. Булатова он был продан Китнеру (Кутнеру). С 1824 года здесь снимал квартиру декабрист А. И. Одоевский, с января по май 1825 года с ним проживал А. С. Грибоедов, работавший здесь над своим знаменитым «Горе от ума»; два других дома находились около Преображенских казарм.